# Schloss Stein an der Traun

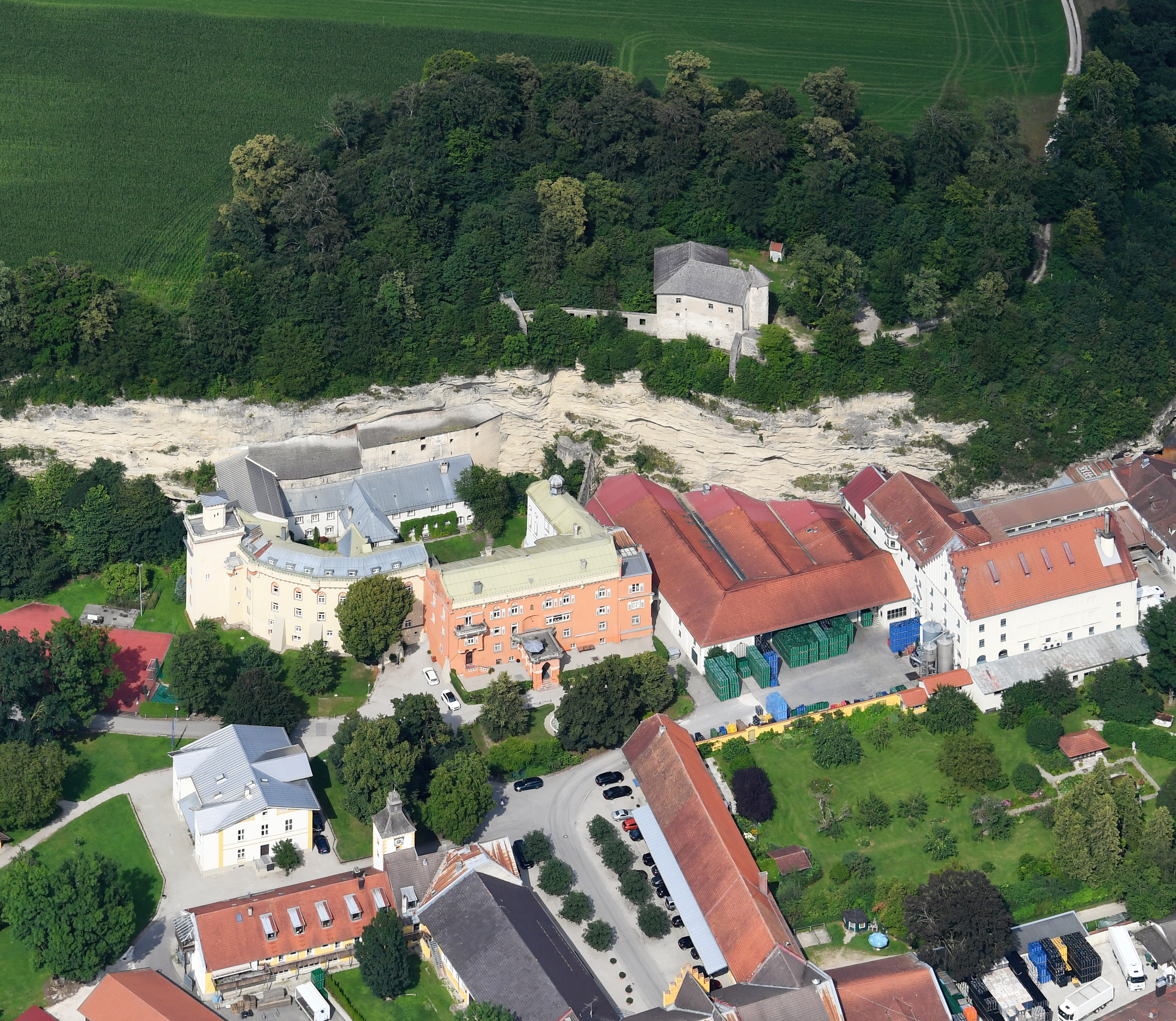
Schloss Stein an der Traun aus der Luft gesehen

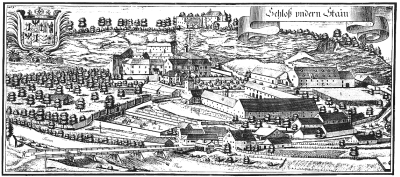
Kupferstich von Michael Wening in Topographia Bavariae um 1700

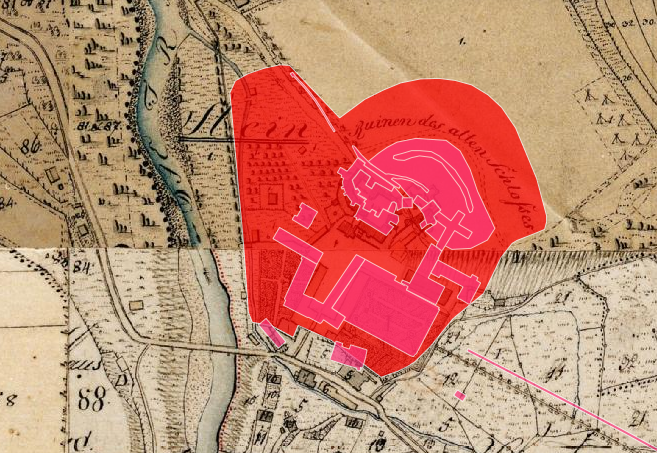
Lageplan von Schloss Stein an der Traun auf dem Urkataster von Bayern

Das Schloss Stein liegt in Stein an der Traun, einem Ortsteil der Stadt Traunreut im Landkreis Traunstein in Bayern. Es gilt als die bedeutendste Höhlenburg Deutschlands.
Die Burganlage besteht aus drei Teilen:
- dem Hochschloss auf der fast 50 Meter steil abfallenden Nagelfluhwand;
- der Höhlenburg darunter, die verborgen im Fels eine Verbindung ins Trauntal schafft;
- dem Unterschloss in Stein selbst.

Die Anlage ist unter der Aktennummer D-1-89-154-51 als denkmalgeschütztes Baudenkmal von Stein an der Traun verzeichnet. Ebenso wird sie als Bodendenkmal unter der Aktennummer D-1-8041-0083 im Bayernatlas als „untertägige mittelalterliche und frühneuzeitliche Befunde im Bereich von Schloss Stein a. d. Traun und seiner Vorgängerbauten mit Abschnittsbefestigung und Hochschloss des hohen Mittelalters, Höhlenburg, Unterschloss und Schlosskapelle des späten Mittelalters sowie Gartenanlagen, Schlossökonomie und Eremitenklausen der frühen Neuzeit“ geführt.

## Geschichte

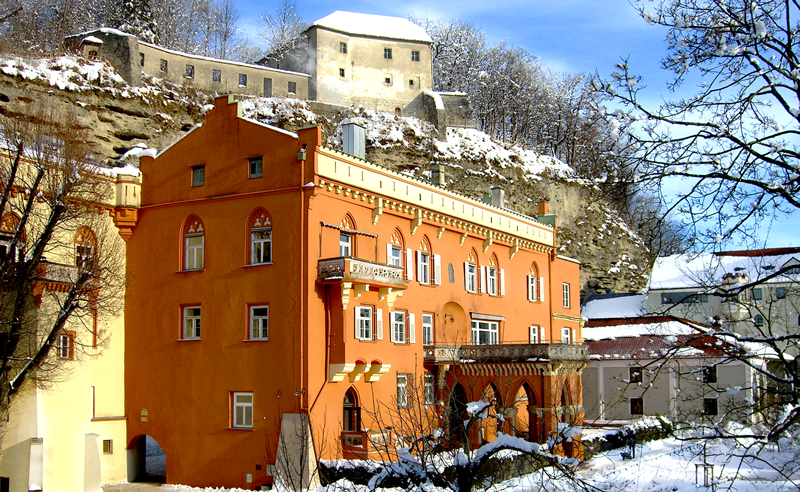
Das Unterschloss

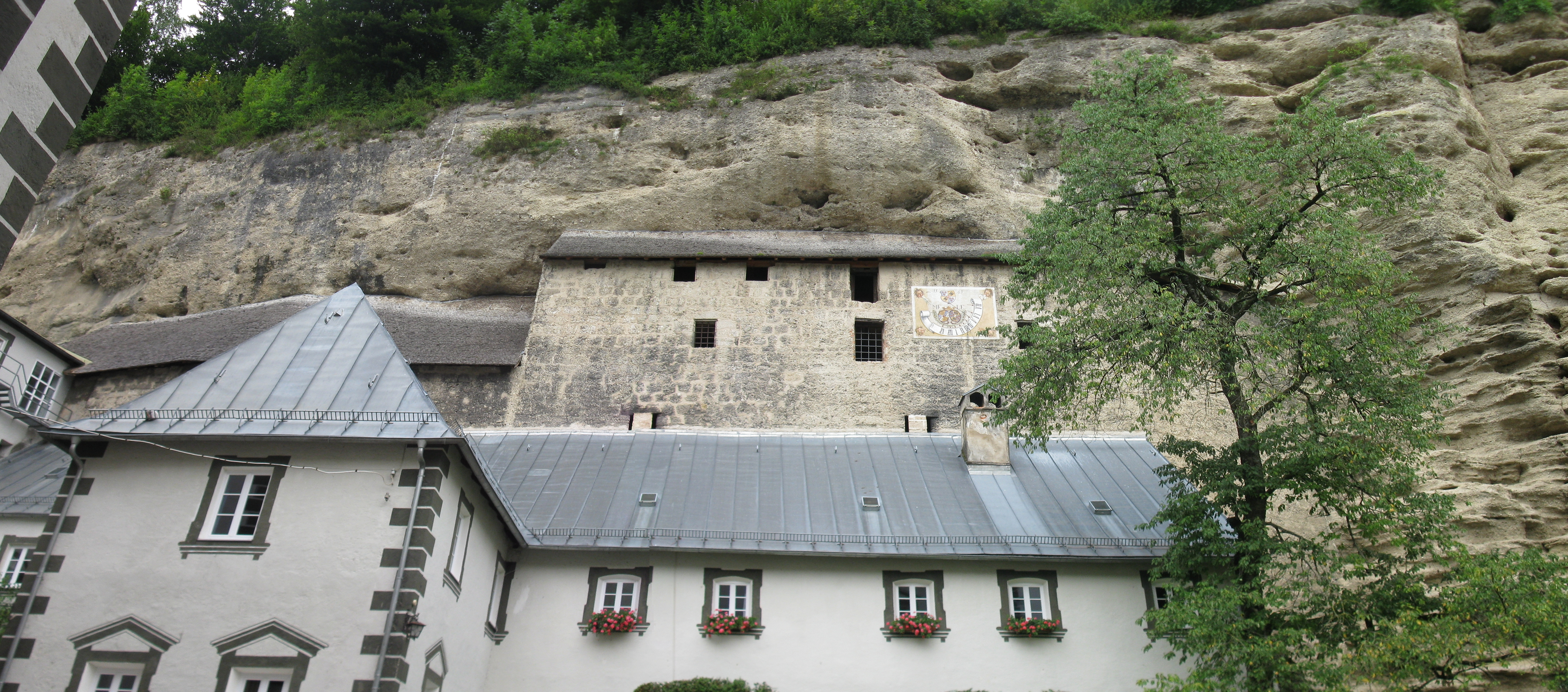
Die Höhlenburg

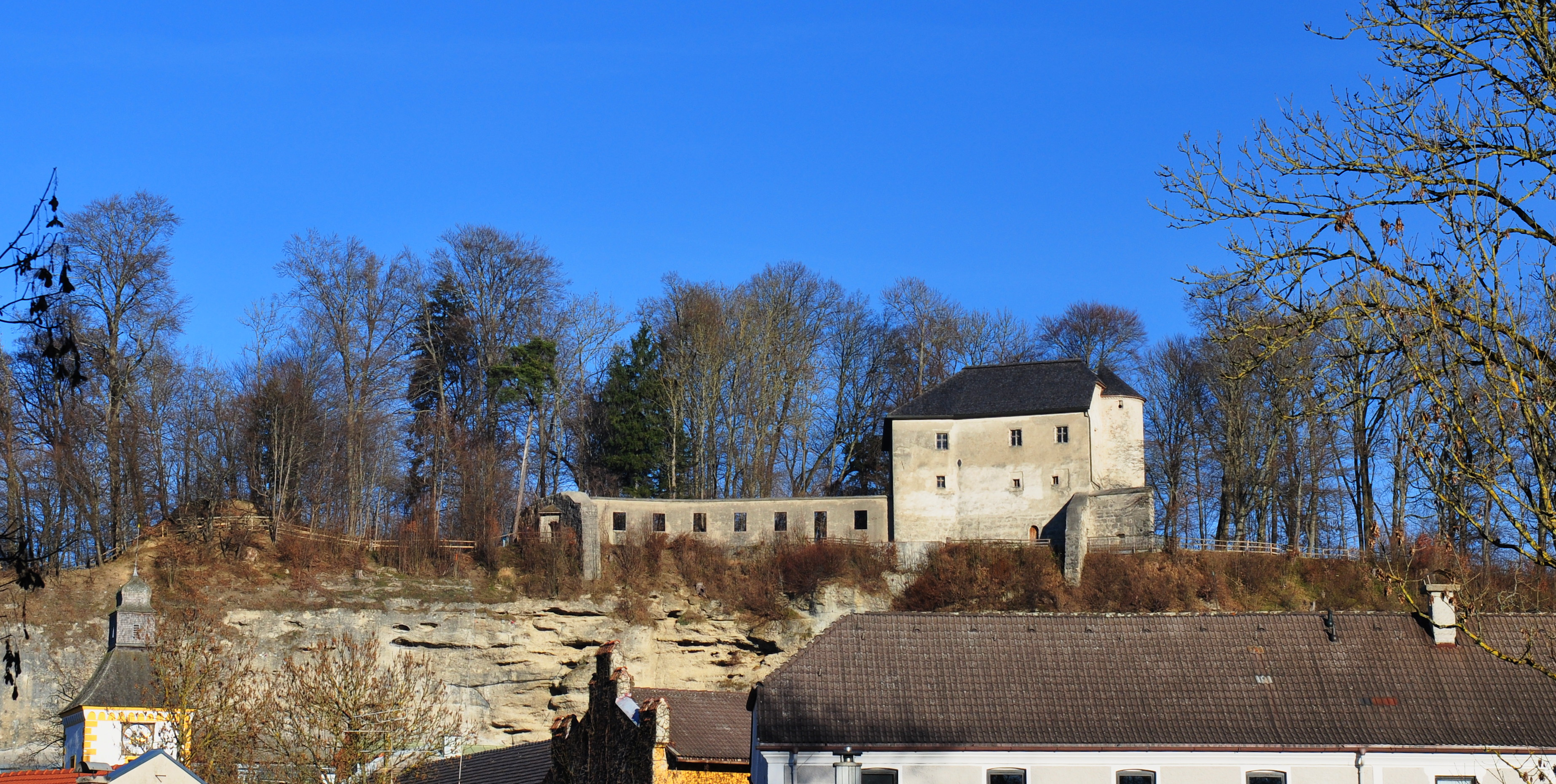
Das Hochschloss

Die Ursprünge des Hochschlosses sind nicht vollständig geklärt, möglicherweise stammt es bereits aus römischer oder keltischer Zeit. Im 12. Jahrhundert war Stein ein Rittersitz. Namentlich bekannt sind Bernhard von Stein und seine Gemahlin Elisabeth (beide um 1135 erstmals urkundlich erwähnt), Walchun von Stein (mit bestimmter Zeitangabe erstmals 1156 als  Walchůn de Stæine in einer Traditionsnotiz von Kloster Raitenhaslach urkundlich erwähnt), der eine von Dornberg geheiratet haben soll, und Rapoto von Stein, Sohn des letztgenannten Ehepaars. Über die Herkunft Bernhards von Stein ist nichts bekannt. Wie aus Urkunden hervorgeht, hatten die Herren von Stein weitgestreuten Besitz, der bis Elsendorf an der Abens in Niederbayern reichte.
Über Rapoto von Stein ist bekannt, dass er, als 1192 eine Fehde zwischen den Babenbergern und den Ortenburgern ausbrach, sich einmischte und das Kloster Baumburg angriff und niederbrannte, um den Grafen von Ortenburg, die Schutzherren des Klosters waren, Schaden zuzufügen. Er wurde daraufhin von Papst Coelestin III. mit dem Kirchenbann belegt. Danach gelangte Stein in den Besitz der Familie Toerring. Die näheren Umstände des Besitzerwechsels sind unbekannt. Nachdem Rapoto von Stein 1198 vom Kreuzzug Heinrichs VI. zurückgekehrt war, taucht sein Name urkundlich nur noch im Gefolge der österreichischen Herzöge auf, und er nennt sich nun nach seinem mütterlichen Erbteil von Falkenberg.
Mit der Burg verbunden ist die Legende vom Raubritter Hainz von Stein dem Wilden, der Anfang des 13. Jahrhunderts in der Burg gelebt haben soll und zum ersten Mal von Lorenz Huebner 1783 in einem „vaterländischen Trauerspiel“ beschrieben wurde. Die Legende bezieht sich auf den in einer Ahnentafel der Törring unter Nr. XVI aufgeführten Henricus von Törring, der um den Zeitraum 1200–1243 die Burg Stein besaß, mit Ameleya von Aichberg verheiratet war und sich in der Gegend von Trostberg als Tyrann aufgespielt hatte. Die sich um seine Person rankende Legende hält in Teilen einer historischen Überprüfung nicht stand.
Stein lag an der Grenze zwischen Bayern und dem Erzstift Salzburg; 1254 und 1275 wurde der Grenzverlauf in den Grenzverträgen von Erharting neu festgelegt. Im Vertrag von 1275 wurde die Grenze so gezogen, dass die obere Burg nunmehr Salzburg zufiel, während die untere und die Höhlenburg bayerisch blieben. Erst 1311 erhielten die Toerring die obere Burg als Lehen zurück.
Die Burg Stein war Sitz der gegen Ende des 15. Jahrhunderts gebildeten Verwaltungsbezirks Hofmark Stein, die urkundlich erstmals 1558 erwähnt wird. Auf dem Regensburger Kurfürstentag 1630 wurden die Toerring, die seit 1566 Reichsfreiherren waren,  vom Freiherren- in den Grafenstand erhoben. Albert von Toerring-Stein war von 1613 bis 1649 Bischof von Regensburg, Adam Lorenz von Toerring-Stein bekleidete dasselbe Amt von 1663 bis 1666.
Johann Albrecht von Toerring (1617–1692), Bruder von Adam Lorenz von Toerring, 
sah sich 1661 genötigt, die Hofmark Stein an den Grafen Carl Fugger von Kirchberg und Weißenhorn zu verkaufen. Des Letzteren Tochter Maria Johanna brachte die Hofmark durch Heirat in den Besitz der Freiherren von Lösch, die Gut und Schloss Stein  bis  1829 behielten. Die Lösch bewohnten ihren neuen Besitz nicht regelmäßig, da sie die meiste Zeit auf ihrem Stammsitz, dem Hofmarkschloss in Hilgertshausen im Kreis Dachau, verbrachten. Dennoch wurde die gesamte Anlage unter ihnen umgebaut und erhielt das bis heute erhaltene Erscheinungsbild, das Michael Wening um 1700 auf einem Kupferstich festhielt (siehe Abbildung rechts oben). Aufgrund eines Gelübdes wurde im Jahr 1737 am Ende der Lindenallee eine Kapelle zu Ehren des hl. Johannes von Nepomuk hinzugefügt. Die Hofmark Stein bildete um 1760 mit 139 Höfen nach Kloster Baumburg die größte Grundherrschaft im Landgericht Trostberg; ihr Wert wurde auf 150.000 Gulden geschätzt.
Nach dem Wiener Kongress entstand 1818 aus der früheren Hofmark Stein im Zuge der Verwaltungsreformen in Bayern ein Patrimonialgericht II. Klasse.
Infolge der Wirren der Napoleonischen Zeit sah sich die Familie Lösch im Jahr 1829 gezwungen, Gut und Schloss Stein an den Freiherrn Maximilian Joseph von Käser (1800–1849) zu verkaufen, der den Besitz bereits 1835 an den Münchner Bankier Martin Carl von Kraft weiterveräußerte. Auf Käsers Initiative hin wurde 1833 der ‚Georgiritt‘ auf der alten Salzburger Chaussee von Schloss Stein über Weisham zu der damals für die Gemeinde Stein an der Traun zuständigen Pfarrkirche in St. Georgen wieder eingeführt; diese früher jahrhundertelang alljährlich im April veranstaltete Reiter-Prozession, die mit der Bitte verbunden war, Tierkrankheiten und Seuchen von der Gemeinde fernzuhalten, war im Zuge der Säkularisation   1804 als Brauch abgeschafft worden.
1845 kaufte Amélie von Leuchtenberg, Witwe des Kaisers von Brasilien, Schloss Stein zusammen mit Seeon für sich und ihre Tochter. Der dazugehörige Besitz umfasste einschließlich zweier Seen 1071 Tagewerk; die Schlossbrauerei galt als die bedeutendste in Oberbayern außerhalb Münchens. In der Anlage des ehemaligen Klosters Seeon wurde eine Familiengruft eingerichtet. 1848 trat sie das Patrimonialgericht Stein gegen eine Entschädigung an den Staat ab.
Unter der Kaiserwitwe Amélie und ihrem Neffen und Erben, dem Fürsten Nikolaus von Romanowsky (1843–1890), 4. Herzog von Leuchtenberg, entfaltete sich im Schloss ein reges gesellschaftliches Leben, denn die Leuchtenbergs waren mit zahlreichen Familien des Hochadels verwandt, u. a. auch mit dem bayerischen Königshaus. Fürst Nikolaus verbrachte hier den größten Teil seiner Lebenszeit; auch seine Kinder wuchsen im Schloss auf. Ihm ist der Umbau des Schlosses zu seiner heutigen Gestalt im englischen Neu-Tudorstil zu verdanken.
1890 kam das Schloss Stein an den damals noch minderjährigen Grafen Joseph zu Arco-Zinneberg (1881–1924), später an dessen Sohn Maximilian (1908–1937). 1928 mussten die Arco-Zinneberg den großen St.-Georgi-Forst schlagen, um durch Holzverkauf Schulden zu tilgen. Sie mussten trotzdem verkaufen, der Wald ging in Staatsbesitz über und wurde sofort wieder aufgeforstet. Schloss und Gut Stein erwarben 1929 der Industrielle und Landwirt Max Wiskott und dessen Frau Ilse sowie Otto Coninx. Das Ehepaar Wiskott gründete hier 1948 ein Landerziehungsheim, das dann im Laufe der Zeit zu einem staatlich anerkannten Gymnasium ausgebaut wurde.
Hochschloss, Felsenburg und Unterschloss gehören heute zum Gesamt-Gebäudekomplex der 1907 neu erbauten Schlossbrauerei Stein; Eigentümer ist seit 1934 die Familie Wiskott. Das Unterschloss in Stein beherbergt seit 1948 ein Internat, das Gymnasium Schule Schloss Stein.

## Winterquartier der Mopsfledermaus
In den Räumen der Höhlenburg befindet sich ein Winterquartier der Mopsfledermaus sowie vier weiterer Fledermausarten. Es wurde 2016 unter Schutz gestellt. Das unter Natura 2000 fallende FFH-Gebiet hat die Kennungsnummer 8041-301 und die WDPA-ID 555522112.